# Бельгия на летних Олимпийских играх 2000
Бельгия принимала участие в Летних Олимпийских играх 2000 года в Сиднее (Австралия) в двадцать второй раз за свою историю, и завоевала две серебряные, три бронзовые медали. Сборная страны состояла из 68 спортсменов (36 мужчин, 32 женщины).

## Медалисты
| Медаль  | Спортсмен                    | Вид спорта | Дисциплина             |
| ------- | ---------------------------- | ---------- | ---------------------- |
| Серебро | Этьен Де Вильде Мэтью Гилмор | Велоспорт  | Мужчины, мэдисон       |
| Серебро | Филипп Мейрхеге              | Велоспорт  | Женщины, маунтинбайк   |
| Бронза  | Анн Симонс                   | Дзюдо      | Женщины, до 48 кг      |
| Бронза  | Гелла Вандекавей             | Дзюдо      | Женщины, до 63 кг      |
| Бронза  | Элс Калленс Доминик ван Рост | Теннис     | Женщины, парный разряд |

## Состав олимпийской сборной Бельгии

### Дзюдо
Спортсменов — 7
Соревнования по дзюдо проводились по системе на выбывание. В утешительные раунды попадали спортсмены, проигравшие полуфиналистам турнира. Два спортсмена, одержавших победу в утешительном раунде, в поединке за бронзу сражались с проигравшими в полуфинале.
Мужчины
| Спортсмен      | Категория | 1/32                                    | 1/16                                      | 1/8                | Четвертьфиналы     | Полуфиналы         | Первый доп. раунд  | Утешительный четвертьфинал | Утешительный полуфинал | За 3 место Финал   | Место |
| Спортсмен      | Категория | Соперник Результат                      | Соперник Результат                        | Соперник Результат | Соперник Результат | Соперник Результат | Соперник Результат | Соперник Результат         | Соперник Результат     | Соперник Результат | Место |
| -------------- | --------- | --------------------------------------- | ----------------------------------------- | ------------------ | ------------------ | ------------------ | ------------------ | -------------------------- | ---------------------- | ------------------ | ----- |
| Седрик Тайманс | до 60 кг  | Руслан Мирзалиев (UKR) поб. 0112 — 0010 | Брэндан Гречковски (USA) пор. 0000 — 1000 | Не прошёл          | Не прошёл          | Не прошёл          | Не прошёл          | Не прошёл                  | Не прошёл              | Не прошёл          | 21    |

Женщины
| Спортсмен  | Категория | 1/16                               | 1/8                                | Четвертьфиналы                              | Полуфиналы         | Первый доп. раунд  | Утешительный четвертьфинал             | Утешительный полуфинал                | За 3 место Финал                   | Место |
| Спортсмен  | Категория | Соперник Результат                 | Соперник Результат                 | Соперник Результат                          | Соперник Результат | Соперник Результат | Соперник Результат                     | Соперник Результат                    | Соперник Результат                 | Место |
| ---------- | --------- | ---------------------------------- | ---------------------------------- | ------------------------------------------- | ------------------ | ------------------ | -------------------------------------- | ------------------------------------- | ---------------------------------- | ----- |
| Энн Симонс | до 48 кг  | Хайет Руини (TUN) поб. 0011 — 0000 | Дженни Хилл (AUS) поб. 0102 — 0100 | Анна-Мария Граданте (GER) пор. 0001 — 0001+ | Не прошла          |                    | Мариана Мартинс (BRA) поб. 0010 — 0000 | Амарилис Савон (CUB) поб. 0101 — 0010 | Хюн Хян Чха (PRK) поб. 0012 — 0011 |       |

| Соревнование | Спортсмены                              | Первый раунд                      | 1/8 финала                      | Четвертьфинал                        | Полуфинал                   | Финал                               | Место |
| Соревнование | Спортсмены                              | Соперник Результат                | Соперник Результат              | Соперник Результат                   | Соперник Результат          | Соперник Результат                  | Место |
| ------------ | --------------------------------------- | --------------------------------- | ------------------------------- | ------------------------------------ | --------------------------- | ----------------------------------- | ----- |
| до 52 кг     | Инге Клемен                             | Салима Суакри (ALG) П 0001 — 0120 | Завершила выступление           | Завершила выступление                | Завершила выступление       | Завершила выступление               | —     |
| до 57 кг     | Марисабелль Ломба                       | Р. Куахо (CIV) В 1001 — 0010      | Орит Бар Он (ISR) В 0011 — 0001 | Дриулис Гонсалес (CUB) П 0001 — 0011 | Завершила выступление       | Завершила выступление               | 9     |
| до 57 кг     | Марисабелль Ломба                       | Р. Куахо (CIV) В 1001 — 0010      | Орит Бар Он (ISR) В 0011 — 0001 | Утешительный турнир                  | Завершила выступление       | Завершила выступление               | 9     |
| до 57 кг     | Марисабелль Ломба                       | Р. Куахо (CIV) В 1001 — 0010      | Орит Бар Он (ISR) В 0011 — 0001 | Б. Харель (FRA) П 0110 — 1001        | Завершила выступление       | Завершила выступление               | 9     |
| до 63 кг     | [[Вандекавейе, Гелла\|Гелла Вандекавейе | Не участвовала]]                  | Чжи Кён Сун (PRK) В 1000 — 0001 | Ли Шуфан (CHN) П 0000 — 0000         | Завершила выступление       | Завершила выступление               | 3     |
| до 63 кг     | [[Вандекавейе, Гелла\|Гелла Вандекавейе | Не участвовала]]                  | Чжи Кён Сун (PRK) В 1000 — 0001 | Утешительный турнир                  |                             |                                     | 3     |
| до 63 кг     | [[Вандекавейе, Гелла\|Гелла Вандекавейе | Не участвовала]]                  | Чжи Кён Сун (PRK) В 1000 — 0001 | О. Артамонова (KGZ) В 1100 — 0000    | В. Исии (BRA) В 1000 — 0000 | А. фон Рековски (GER) В 1020 — 0000 | 3     |

### Плавание
Спортсменов — 8
В следующий раунд на каждой дистанции проходили лучшие спортсмены по времени, независимо от места занятого в своём заплыве.
Женщины
| Спортсменка                                               | Соревнование          | Предварительные заплывы | Предварительные заплывы | Полуфиналы | Полуфиналы | Финал     | Финал     |
| Спортсменка                                               | Соревнование          | Результат               | Место                   | Результат  | Место      | Результат | Место     |
| --------------------------------------------------------- | --------------------- | ----------------------- | ----------------------- | ---------- | ---------- | --------- | --------- |
| Софи Гоффин                                               | 400 м вольным стилем  | 4:15,93                 | 20                      |            |            | Не прошла | Не прошла |
| Фабьенн Дюфур                                             | 100 м баттерфляем     | 1:01,15                 | 23                      | Не прошла  | Не прошла  | Не прошла | Не прошла |
| Софи Вольфс                                               | 100 м на спине        | 1:04,66                 | 27                      | Не прошла  | Не прошла  | Не прошла | Не прошла |
| Брижитт Беке                                              | 100 м брасс           | 1:09,38                 | 9                       | 1:09,47    | 9          | Не прошла | Не прошла |
| Исол Жерви                                                | 400 м комплекс        | 4:48,41                 | 18                      |            |            | Не прошла | Не прошла |
| Нина ван Коекховен Лисбет Дресен Софи Гоффин Тине Боссейт | 4х100 м вольный стиль | 3:46,91                 | 11                      |            |            | Не прошли | Не прошли |

### Триатлон
Спортсменов — 1
Триатлон дебютировал в программе летних Олимпийских игр. Соревнования состояли из 3 этапов - плавание (1,5 км), велоспорт (40 км), бег (10 км).
Женщины
| Спортсмен | Соревнование      | Плавание | Велоспорт | Бег | Итоговое время | Место | Отставание |
| --------- | ----------------- | -------- | --------- | --- | -------------- | ----- | ---------- |
| Мике Сёйс | личное первенство | 20:46,08 | DNF       | DNF | DNF            | —     | —          |